# Bairdia mediterranea
Bairdia mediterranea är en kräftdjursart. Bairdia mediterranea ingår i släktet Bairdia och familjen Bairdiidae. Inga underarter finns listade.